# Constanța de Babenberg
Constanța de Babenberg (în germană Konstanze von Österreich; n. 6 mai 1212 – d. înainte de 5 iunie 1243), aparținând Casei Babenberg, a fost soția margrafului Henric al III-lea de Meissen din 1234 până la moarte.

## Biografie
Constanța a fost fiica ducelui Leopold al VI-lea al Austriei și a soției sale, prințesa bizantină Teodora Angelina. În 1225 sora ei mai mare, Margareta, s-a căsătorit cu Henric al II-lea al Suabiei, în vârstă de 14 ani, care fusese ales rege romano-german fiind fiul cel mare al împăratului Frederic al II-lea de Hohenstaufen. În 1230 la moartea tatălui ei, cârmuirea ducatelor Austria și Stiria a fost preluată de fratele ei, Frederic al II-lea Certărețul.

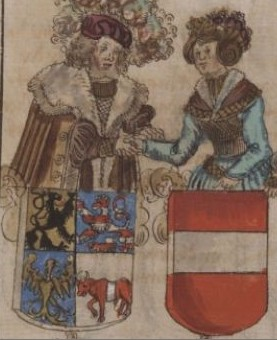
Margraful Henric și soția sa Constanța (cronica lui Georg Spalatin, secolul al XVI-lea)

Pe 1 mai 1234 Constanța s-a căsătorit cu margraful Henric al III-lea de Meissen, supranumit cel Ilustru, aparținând Casei de Wettin. Nunta a avut loc pe un câmp deschis lângă Viena și nu la Hofburg, reședința recent extinsă a familiei Babenberg. Se crede că transformarea castelului nu fusese finalizată sau poate că acesta era prea mic. Există trei surse de informații despre nuntă. Două dintre ele relatează că nunta a avut loc in campo inuxta Stadelowe, adică la Stadlau⁠(d), pe atunci o localitate lângă Viena (astăzi Donaustadt - districtul 22 din Viena). A treia sursă relatează că nunta a avut loc în aput Ringlense, o denumire care indica districtul Floridsdorf din Viena de astăzi.
Cele două surse care raportează locația ca Stadlau conțin și o listă cu invitații. La nuntă au fost prezenți regele Venceslau I al Boemiei și principele Béla al IV-lea al Ungariei, arhiepiscopul de Salzburg precum și episcopii de Passau, Bamberg, Freising și Seckau. Principii laici au fost reprezentați de margraful Přemysl al Moraviei, ducele Albert de Saxonia, ducele Carintiei, Bernard de Spanheim și landgraful Turingiei. Această listă de invitați demonstrează importanța ducilor din familia Babenberg în Sfântul Imperiu Roman.
Constanța a lăsat moștenire parohiei din Dresda o relicvă a Sfintei Cruci, găzduită de o capelă care mai târziu a devenit cunoscută sub numele de Kreuzkirche. La scurt timp după nuntă, soțul ei, care moștenise Marca de Meissen și Marca de Luzacia de la tatăl său, margraful Dietrich I, a participat la Cruciada Prusacă a Ordinului Cavalerilor Teutoni. El a fost un susținător loial al împăratului Frederic al II-lea, care a logodit-o pe fiica sa Margareta de Sicilia cu Albert, primul fiu al lui Henric și al Constanței.
După moartea Constanței în 1243, margraful Henric al III-lea s-a căsătorit a doua oară cu Agnes de Boemia, fiica regelui Venceslau I. Când fratele Constanței, ducele Frederic, a fost ucis în Bătălia de pe râul Leitha în 1246 Henric a revendicat ducatul austriac pentru sine, dar împăratul Frederic al II-lea l-a refuzat.
În 1910 numele Constanței a fost dat străzii Konstanziagasse din Viena în districtul Donaustadt (districtul 22).

## Descendenți
Henric și Constanța au avut doi fii:
- Albert al II-lea (1240 – 20 noiembrie 1314), căsătorit în 1255 cu Margareta de Sicilia, fiica împăratului Frederic al II-lea de Hohenstaufen și a soției lui, Isabela a Angliei;
- Dietrich de Landsberg (1242 – 8 februarie 1285), căsătorit în 1258 cu Elena de Brandenburg.